# Auckland Savings Bank

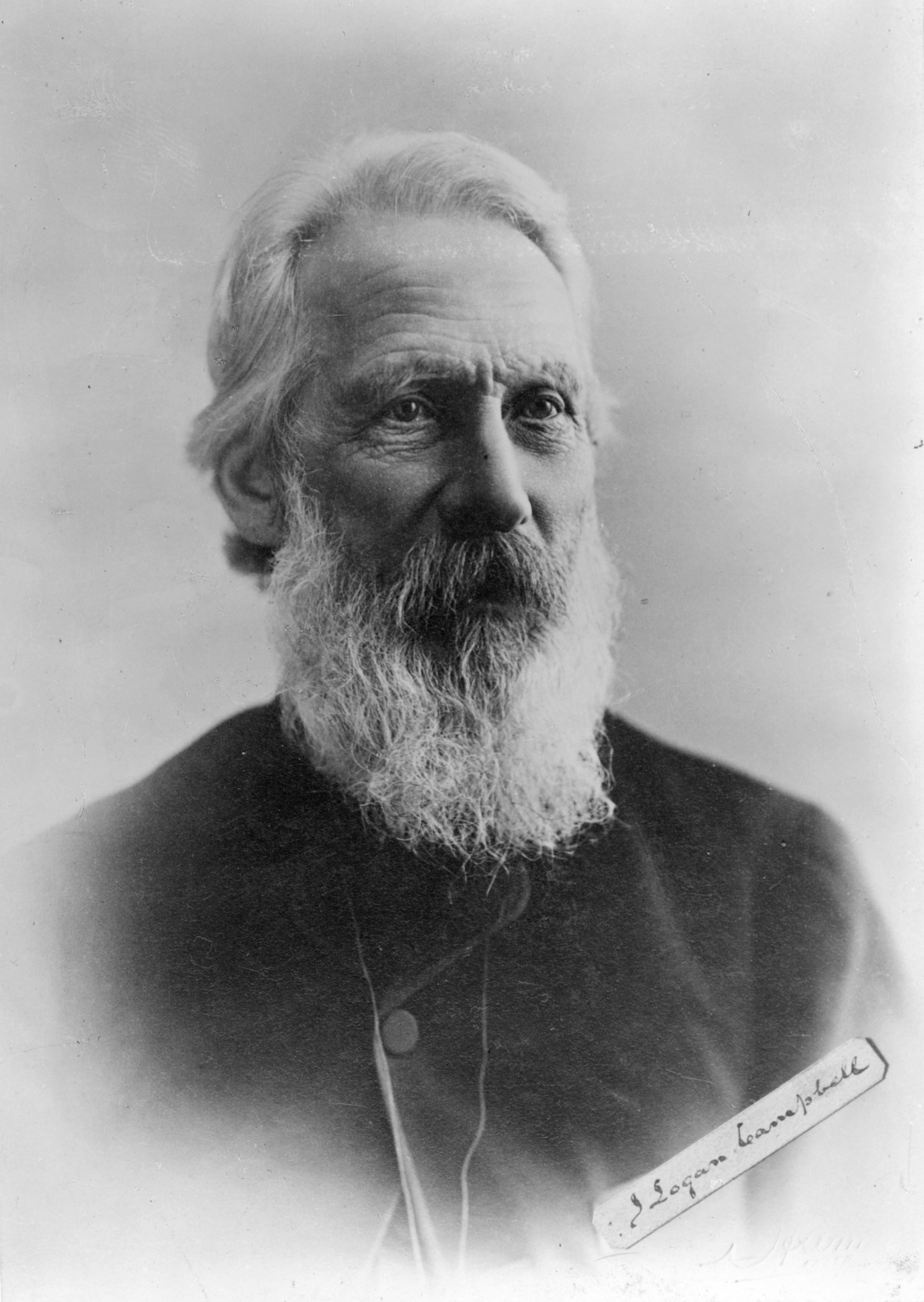
John Logan Campbell, erster Sekretär der Auckland Savings Bank

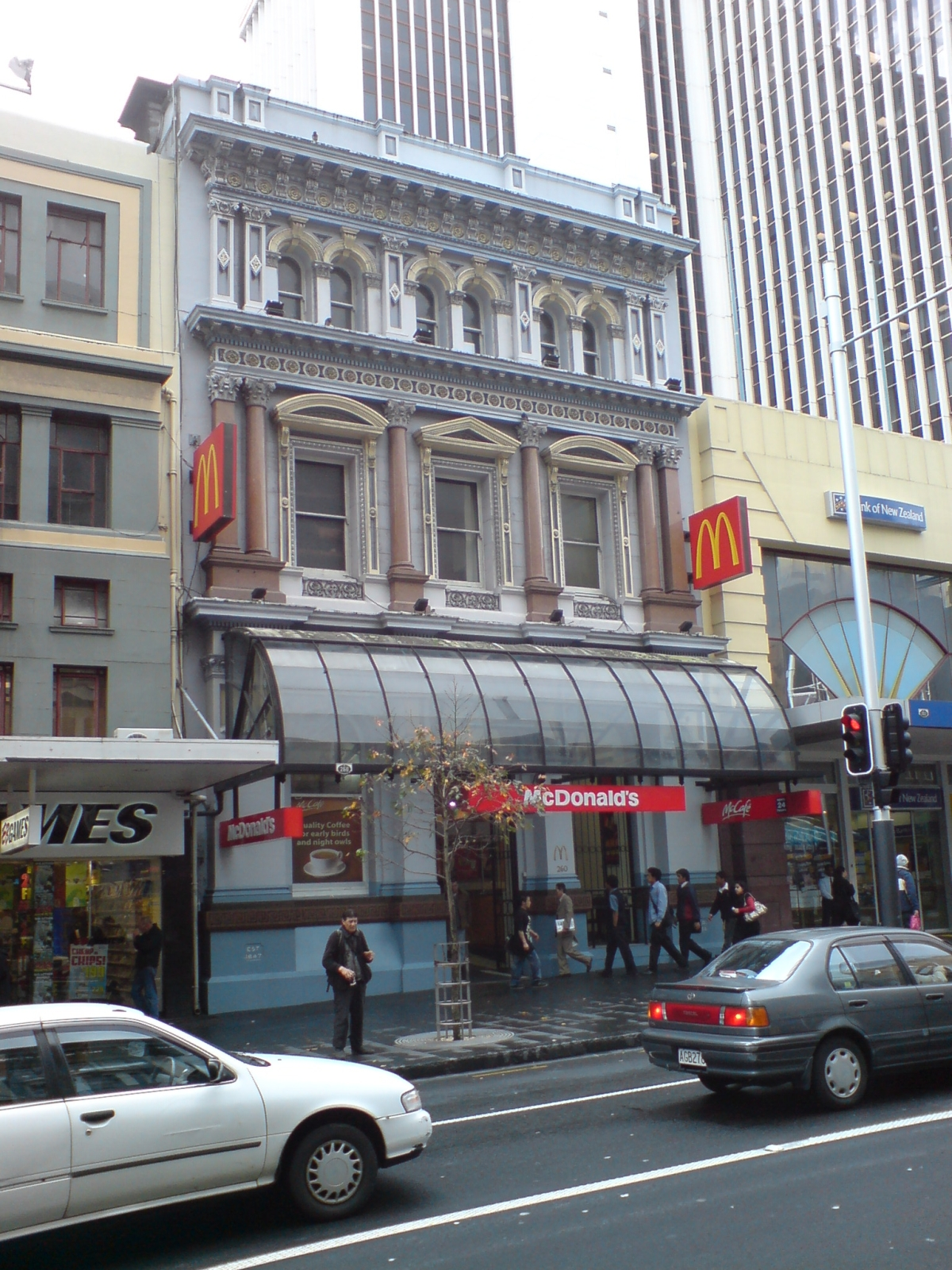
Ehemaliges Bankgebäude in der Queen Street

Die Auckland Savings Bank wurde 1847 in Auckland gegründet und war damit die erste Savings Bank (Sparkasse) in der noch jungen Kolonie Neuseeland.

## Geschichte
Am 8. Mai 1847 wies eine Anzeige in der Tageszeitung The New-Zealander (1845–1852) auf die bevorstehende Eröffnung von Neuseelands erster Sparkasse hin, die Auckland Savings Bank. Die Initiatoren der Bank waren führende Handelsleute und Würdenträger der Stadt. Sie hatten eine Kommunale Bank vor Augen, die erstens den Bürgern der Stadt dienen sollte, die zweitens die Rendite in der Kommune halten sollte und die drittens auch eine Bank zum Sparen für die "Kleinen Leute" sein sollte.
Der Unmut und die öffentliche Kritik über eine fehlende Savings Bank in Neuseeland war schon groß geworden über Jahre hin weg. So schrieb ein Redakteur Anfang Dezember 1842 in der Auckland Times, einer Beschreibung der Umstände ankommender Immigranten folgend: "Ist dort in Auckland ein Defekt, der es unmöglich macht, eine so wünschenswerte, wie notwendige und einfache Institution wie eine Sparkasse zu gründen?". Der Redakteur und Andere sollten noch fast fünf Jahre warten müssen.
Eröffnet wurde die Auckland Savings Bank, deren Gründungsdatum nicht genau bekannt ist, unter Beteiligung von George Edward Grey, Gouverneur der britischen Kolonie Neuseeland und erster Präsident der Bank und John Logan Campbell, dem ersten Sekretär der Bank und späteren Bürgermeister von Auckland, am 5. Juni 1847.
Bis zum Ende des Jahres lagen die Spareinlagen gerade mal bei 176 £, eingezahlt von 19 Kunden und die folgenden drei Jahre waren von wiederkehrenden Zahlungsschwierigkeiten geprägt. Doch die Wende kam, als sich größere Teile der Arbeiterschaft für das Sparen interessierten.
In den Jahren engagierten sich auch mehr und mehr wohlhabende Bürger und Politiker in der Bank. So wurde es zum Beispiel zu einer Gepflogenheit im 19. Jahrhundert der Stadt Auckland, dass die Bürgermeister der Stadt auch Trustees (vertrauensvolle Sachverwalter) der Bank wurden und dadurch das Vertrauen der Bürger in die Bank erhöhten. Knapp 50 Jahre später, zum Ende des Jahres 1899, zeigte die Bilanz der Bank 25.095 Kunden mit 653.599 £ getätigten Einlagen. Das war schon beachtlich für eine lokal operierende Bank, die sich zudem in dieser Zeit gegen die starke Konkurrenz der größeren Banken behaupten musste.
So hatte im Vergleich dazu die damals größte Bank, die Bank of New Zealand, schon im Jahr 1875 Einlagen von 3.517.391 £.
Eine ähnlich starke Savings Bank Bewegung entstand auch in Dunedin und in Invercargill, die beide Städte, die im Jahr 1864 ebenfalls je eine entsprechende Bankgründung hervorbrachten.
1988 wurden alle Savings Banks von der regierenden Labour Party mittels der Trustee Banks Restructuring Order gezwungen, zu einer normalen Firma umzustrukturieren und sich registrieren zu lassen, und dies mit weitreichenden Folgen. Nun rechtlich und steuerlich als normale Firma behandelt, schlossen sich die Trust Savings Banks zusammen, wurden 1996 an die Westpac Banking Corporation verkauft und gingen schließlich in die spätere Westpac New Zealand mit auf.
Nur die Auckland Savings Bank, die sich schon vor der Umstrukturierung in ASB Bank Limited umbenannt hatte, stieg vor dem Verkauf aus und wurde von dem am 30. Mai 1988 gegründeten ASB Charitable Trust, der Besitzer der Bank war, im Jahr 1989 für 252 Mill. NZ$ zu 75 % an die Commonwealth Bank of Australia verkauft. Im Oktober 2000 wurden dann auch die restlichen 25 % an die Commonwealth Bank of Australia verkauft. Der Erlös betrug diesmal 560 Mill. NZ$.
Am 31. März 2006 wurde der ASB Charitable Trust aufgelöst und das gesamte Kapital dem ASB Bank Community Trust übergeben, der am 17. Juli 2006 in ASB Community Trust umbenannt.
Mit dem Kapital aus dem Bankverkauf finanziert der ASB Community Trust heute u. a. soziale, kulturelle und bildungsfördernde Projekte in und um Auckland und in Northland.
Das Gebäude der Bank in der Queen Street wurde von New Zealand Historic Places Trust am 27. Juni 1988 unter Nummer 4473 als Baudenkmal der Kategorie 1 registriert. Das Erdgeschoss beherbergt heute eine Filiale von McDonald’s.